# Photogenic
『photogenic』（フォトジェニック）は、日本の歌手・Salyuの4枚目のオリジナルアルバム。2012年2月15日にトイズファクトリーより発売された。

## 背景・制作
本作は、オリジナルアルバムとしては2ndアルバム『TERMINAL』以来約5年ぶりとなる小林武史プロデュースとなっており、桜井和寿作詞・作曲の「青空」を除く全曲が小林による作詞・作曲となっている。当初は前作『MAIDEN VOYAGE』同様に複数の作曲家に参加してもらうアイデアもあったが、東日本大震災を境に構想がすべて白紙となった。そんな中、15thシングル『青空/magic』のレコーディングの際に小林が「もう一度、僕とSalyuのふたりでゼロから音楽を生み出していくようなアルバムにするのがいいんじゃないか」と提案したという。Salyuは「一から作り直していくよりは、音楽制作における共通の言語感覚や文化を持っている小林さんと、1曲1曲の実感を大切にしながら制作を進めていく方がいいんじゃないかと思って。それで、今回は、二人で突き詰めていくアルバムになっていったんです」と振り返っている。

## 音楽性
Salyu名義としては前作『MAIDEN VOYAGE』以来約2年ぶりとなるオリジナルアルバム。シングルとしてリリースされた「LIFE（ライフ）」「青空」「magic」「Lighthouse」を含む全10曲が収録されている。
Salyuは東日本大震災以降「ポップ・ミュージックを司っている私たちはどういう音やテンションや言葉遣いで振る舞っていくかということと、向き合っていました」といい、本作について次のように語っている。
| 「                                   | 〈素直でいいじゃん〉っていうことが、今回のアルバムにおけるメッセージとしてあると思うんですよね。私個人としては、東日本大震災という出来事を受けて、自分ってすごく弱いものだし、強い人なんていないんだってことがわかった。でも弱い人が強くあり続けようとする力や責任や希望みたいなものが、人間らしさだし、エモーションだと思った。そういうところで、自分の弱さや、もともと自分が持っている人にはないもの、自分だけの強さみたいなものも同時に知っていったように思うんです。そこから出てくる気取らない言葉遣いや欲望やエゴみたいなものが、言葉に散りばめられてると思いました。自分の感覚に対して忠実だし、〈素直な感情〉が今回のアルバムの曲には共通してある気がします | 」 |
| —Salyu（「bounce」インタビューより） | |    |

アルバムタイトルは小林武史が命名。Salyuは「〈写真映りがいい〉という意味なんですけど、これはすごくポップ・ミュージックを表現してる言葉だなと思う。だって短い時間でどれだけ人を魅了できるかが、ポップスだと思うから。一瞬のなかで光のような素晴らしいフォルムであること、それはすごく音楽的なことですよね」と語っている。

## リリース・プロモーション
初回限定盤と通常盤の2形態で発売。初回限定盤はCD+DVD、通常盤はCDのみ。紙ジャケット仕様になっている。初回限定盤および通常盤初回生産分には、本作と2012年2月1日に発売された16thシングル『Lighthouse』、同日に発売されたsalyu × salyu名義での映像作品『s(o)un(d)beams+』の3作品連動特典応募抽選券が封入されている。
本作のアートディレクターは平野文子 (THROUGH.) が担当。
2012年3月16日から4月29日まで、12会場12公演に渡るツアー『Salyu Tour 2012 photogenic』を開催。

## 収録曲

### CD
- 全作詞・作曲：小林武史（#4除く） / 全編曲・プロデュース：小林武史

1. camera [4:46]
ミュージック・ビデオが制作されており、Salyuの公式YouTubeチャンネルで公開されている。
2. LIFE（ライフ） [5:14]
  - 管・弦編曲：小林武史・四家卯大

14thシングル。
3. magic [4:23]
  - 弦編曲：小林武史・四家卯大

15thシングル。
フジテレビ系情報番組『めざにゅ〜』テーマソング[12]。
4. 青空 [5:01]
  - 作詞・作曲：桜井和寿 / 弦編曲：小林武史・四家卯大

15thシングル。
ジャパン・スローシネマ・ネットワーク配給映画『ちえりとチェリー』主題歌[13]。
5. Lighthouse [5:14]
16thシングル。
6. 悲しみを越えていく色 [5:47]
BS朝日系ミニ番組『アーシストcafé 緑のコトノハ』テーマソング。
7. パラレルナイト [5:26]
8. 月の裏側 [5:03]
9. ブレイクスルー [5:31]
  - 管編曲：小林武史・四家卯大
10. 旅人 [5:45]
  - 弦編曲：小林武史・四家卯大

テレビ東京系列ニュース番組『ワールドビジネスサテライト』エンディングテーマ[14]（2012年4月2日 - 9月28日）。
ミュージック・ビデオが制作されており、Salyuの公式YouTubeチャンネルで公開されているほか、2012年6月13日にはiTunes Store限定で配信リリースされた。本ミュージック・ビデオは、同年4月29日に東京国際フォーラムホールAで開催されたライブツアー『Salyu Tour 2012 photogenic』最終公演のライブ映像となっている[14]。
Salyuのトリビュート・アルバム『Salyu 20th Anniversary Tribute Album "grafting"』の初回生産限定盤に、Salyu自身による本楽曲のセルフカバー音源が収録されている[15]。

### 初回限定盤付属DVD
a brand new concert issue "m i n i m a" -ミニマ- Salyu × 小林武史@東京国際フォーラムホールC (2011.11.30)
1. VALON-1
2. 彗星
3. Tower
4. name
5. HALFWAY
6. イナヅマ
7. 飽和
8. 飛べない翼
9. I BELIEVE
10. 夜の海 遠い出会いに
11. コルテオ ～行列～
12. to U
13. 悲しみを越えていく色
14. 旅人
15. プラットホーム
16. Pop
17. 新しいYES
18. 青空
19. Lighthouse

## 参加ミュージシャン
- 小林武史：Piano / Keyboards
- 名越由貴夫：Electric Guitar (#1 - #3, #5, #6, #8 - #10)
- 田中義人：Electric Guitar (#4)
- 桜井和寿：Acoustic Guitar (#4)
- キタダマキ：Bass (#1 - #3, #5, #8 - #10)
- 前田啓介：Bass (#4)
- あらきゆうこ：Drums (#1, #2, #5, #8 - #10)
- 河村“カースケ”智康：Drums (#4)
- 白根賢一：Drums (#3)
- 四家卯大ストリングス：Strings (#2 - #4, #10)
- 山本拓夫：Sax (#2, #9)
- 西村浩二：Trumpet (#2, #9)
- 中川英二郎：Trombone (#9)
- ASA-CHANG：Percussion (#4)
- ヤマグチヒロコ：Chorus (#1, #4, #6, #7, #9)
- 安達練：Computer Programming